# 하메드 트라오레
하메드 트라오레(프랑스어: Hamed Traorè, 2000년 2월 16일 ~ )는 코트디부아르의 축구 선수이다. 그의 포지션은 공격형 미드필더로, 현재 프랑스 리그 1의 AJ 오세르에서 활약하고 있다.

## 어린 시절
코트디부아르 아비장에서 태어난 트라오레는 어린 나이에 이탈리아로 이주했다.

## 구단 경력

### 엠폴리
2017년 10월 8일, 트라오레는 포자와의 세리에 B 경기에서 엠폴리 소속으로 데뷔전을 치렀다. 2018년 8월 26일, 그는 제노아와의 경기에서 85분에 미하 자이츠와 교체 투입되어 세리에 A 데뷔전을 치렀다.
2019년 1월 15일, 엠폴리와 피오렌티나는 트라오레 이적에 합의하고 남은 시즌 동안 본래 소속팀 엠폴리에 임대로 남았다. 그러나, 시즌 종료 후, 엠폴리 회장 파브리치오 코르시는 계약이 무산되었다고 발표했다.

### 사수올로
2019년 7월 12일, 트라오레는 완전 영입 옵션과 함께 사수올로에 2년 임대 이적하였다.

### 본머스
2023년 1월 31일, 트라오레는 프리미어리그의 본머스로 임대 이적하였으며, 구단은 여름에 5년 계약을 체결하고 완전 영입할 예정이라고 발표했다.

## 국가대표팀 경력
트라오레는 2019년 3월, 2019년 아프리카 U-23 네이션스컵 예선전에서 코트디부아르 U-23 대표팀 데뷔전을 치렀다.
그는 2021년 9월 6일, 2-1로 이긴 카메룬과의 월드컵 예선전 홈경기에서 69분에 제레미 보가와 교체 투입되어 코트디부아르 축구 국가대표팀 데뷔전을 치렀다.

## 사생활
2020년 7월, 파르마 검찰은 축구 선수 인신매매에 대한 수사를 시작했다. 관련자 중에는 하메드와 그의 동생 아마드 디알로의 먼 친척인 하메드 마마두 트라오레가 있었는데, 그는 이탈리아로의 이민을 용이하게 하기 위해 아버지로 가장한 혐의로 기소되었다. 수사는 또한 하메드와 아마드의 관계에 의문을 제기했다.
2021년 2월 10일, 트라오레는 2015년 "하메드 주니어 트라오레"라는 이름으로 축구 클럽 "ASD 보카 바르코"에 입단하기 위해 이탈리아 스포츠 형법을 위반했다는 이유로 유죄 판결을 받았다. 그는 이탈리아에 거주하는 코트디부아르 시민권자인 하메드 마마두 트라오레와의 관계를 속이고 가족 재결합을 요청하기 위해 서류를 위조한 혐의로 기소되었다. 트라오레는 플리 바겐을 요청했고, 연방 검찰은 €48,000의 벌금을 부과했다.

## 수상 내역
코트디부아르 U-23
- 아프리카 U-23 네이션스컵 준우승: 2019[15][16]